# ريتشارد فنسنت ألين
ريتشارد فنسنت ألين (بالإنجليزية: Richard V. Allen)‏ هو مستشار أعمال ‏ ومحامي أمريكي، ولد في 1936 في كولينجزوود في الولايات المتحدة.

## وصلات خارجية
- ريتشارد فنسنت ألين على موقع مونزينجر (الألمانية)
- ريتشارد فنسنت ألين على موقع إن إن دي بي (الإنجليزية)